# Saint-Anaclet-de-Lessard
Saint-Anaclet-de-Lessard (AFI: /sɛ̃tanaklɛdəlɛsaᴚ/), también llamado Saint-Anaclet, es un municipio de parroquia perteneciente a la provincia de Quebec en Canadá. Está ubicado en el municipio regional de condado (MRC) de Rimouski-Neigette en la región administrativa de Bas-Saint-Laurent.

## Geografía
Saint-Anaclet-de-Lessard se encuentra atrás de la costa sur del esturario de San Lorenzo, el este de la ciudad de Rimouski. Limita al oeste con Sainte-Blandine, al noroeste con Pointe-au-Père, al norte con Sainte-Luce, al este con Saint-Donat y Saint-Gabriel-de-Rimouski y al sureste con Saint-Marcellin. Su superficie total es de 129,27 km², de los cuales 126,36 km² son tierra firme y 2,91 km² en agua. El territorio se compone de bajas tierras arenosas y de colinas en escalera cobiertas de bosque. El río Neigette, la petite rivière Neigette y varios estanques bañan la localidad.

## Urbanismo
Saint-Anaclet-de-Lessard forma parte de los suburbios de Rimouski y de la área metropolitana de Rimouski.  El pueblo de Saint-Anaclet se encuentra al cruce de la rue Principale y de la rue de la Gare. La rue de la Gare accede al norte al intercambio 614 de la autoroute Jean-Lesage ( A 20 ) y a Pointe-au-Père. La rue Principale y el chemin du Sommet va hacia Sainte-Blandine al oeste. Al este, la rue Principale conecta con Sainte-Luce. La route Neigette se dirige hacia la población de Neigette al sur del territorio.

## Historia
En Nueva Francia, el  señorío de Lessard o La Mollaie fue concedido a Pierre Lessard en 1696. Franco-canadienses originarios de la región de Quebec y de la isla de Orleans se establecieron en el señorío a partir de 1810. La parroquia católica de Saint-Anaclet, cuyo nombre honra san Anacleto, fue creada en 1858. En 1859, la oficina de corros de mismo nombre abrió aunque el municipio de parroquia de Saint-Anaclet-de-Lessard fue institutido. La población contaba con 1100 habitantes en 1861. En 1892, el cantón de Neigette fue anexado al municipio de Saint-Anaclet. En primera mitad del siglo XX, la población disminuó con el éxodo rural. Desde el fin de los años 1960, la urbanización resulta en un creciente de población. La municipalidad se opuso a la fusión con la ciudad de Rimouski.

## Política
El consejo municipal se compone del alcalde y de seis consejeros sin división territorial. El alcalde actual (2015) es Francis St-Pierre, también prefecto del MRC de Rimouski-Neigette.
|            | 2005-2009 | 2009-2013                                                                                   | 2013-2017                                                                                          |
| Alcalde    | Raoul Gagnon* Francis St-Pierre**                                                                                   | Francis St-Pierre                                                                           | Francis St-Pierre                                                                                  |
| Consejeros | Carole N. Côté Claire Lepage Rolland Pelletier** Éric Poirier Francis Rodrigue Hector St-Laurent Francis St-Pierre* | Carole N. Côté Claire Lepage André Lévesque Rolland Pelletier Éric Poirier Francis Rodrigue | Jean-François Chabot Marie-Ève Dufour David Leblanc Rolland Pelletier Francis Rodrigue Yve Rouleau |

 * Consejero al inicio del termo pero no al fin.  ** Consejero al fin del termo pero no al inicio. 
A nivel supralocal, Saint-Anaclet-de-Lessard forma parte del MRC de Rimouski-Neigette. El territorio del municipio está ubicado en la circunscripción electoral de Rimouski a nivel provincial y de Rimouski-Neigette—Témiscouata—Les Basques a nivel federal.

## Demografía
Según el censo de Canadá de 2011, Saint-Anaclet-de-Lessard contaba con 3035 habitantes. La densidad de población estaba de 23,9 hab./km². Entre 2006 y 2011 hubo un aumento de 391 habitantes (14,8 %). En 2011, el número total de inmuebles particulares era de 1302, de los cuales 1247 estaban ocupados por residentes habituales, otros siendo desocupados o residencias secundarias.
Evolución de la población total, 1991-2015

## Economía
La economía local es basada sobre la explotación forestal, la actividad agrícola no siendo rentable.